# William Sachs
William Sachs (New York, 16 ottobre 1942) è un regista e sceneggiatore statunitense.

## Biografia
William Sachs è noto per aver scritto e diretto il lungometraggio L'ultima donna non esiste (There Is No 13) nel 1974. Il film partecipò al Festival di Berlino del 1974.
Successivamente ha scritto e diretto L'uomo di cera (1977), Galaxina (1980) e Van Nuys Blvd. (1979).
Il suo più recente lungometraggio come sceneggiatore e regista è Spooky House nel 2002 con protagonista Ben Kingsley. 

## Filmografia

### Regia e sceneggiatore
- L'ultima donna non esiste (1974)
- Secrets of the Gods  (1976) – documentario
- The Force Beyond  (1977) – documentario
- L'uomo di cera (1977)
- Van Nuys Blvd. (1979)
- Galaxina (1980)
- Tropicana Cabana Hotel (1985)
- Judgement (1992)
- Spooky House (2002)

### Regia
- Breakfast (1969) - cortometraggio
- South of Hell Mountain (1971)
- Trappola d'acciaio (1991)